# Matt Cullen
Pour les articles homonymes, voir Cullen.
Matthew David Cullen, dit Matt Cullen, (né le 2 novembre 1976 à Virginia aux États-Unis) est un joueur professionnel américain de hockey sur glace. 
Il est le frère aîné de Mark, également joueur de hockey professionnel et le petit-fils du joueur Ray Cullen.

## Carrière
Issu du championnat universitaire, où il évoluait pour l'université d'État de Saint Cloud depuis 1995, Cullen a été choisi par les Mighty Ducks d'Anaheim lors du repêchage d'entrée dans la Ligue nationale de hockey de 1996 lors de la seconde ronde (35e choix au total). Il fait ses débuts dans la franchise en 1997 après avoir pris beaucoup d'expérience dans la Ligue américaine de hockey.
Il reste avec les Ducks jusqu'au milieu de la saison 2002-2003, année où il est échangé aux Panthers de la Floride. À la suite de l'annulation de la saison par le lock-out 2004-2005, il rejoint les Hurricanes de la Caroline avec qui il remporte sa première Coupe Stanley.

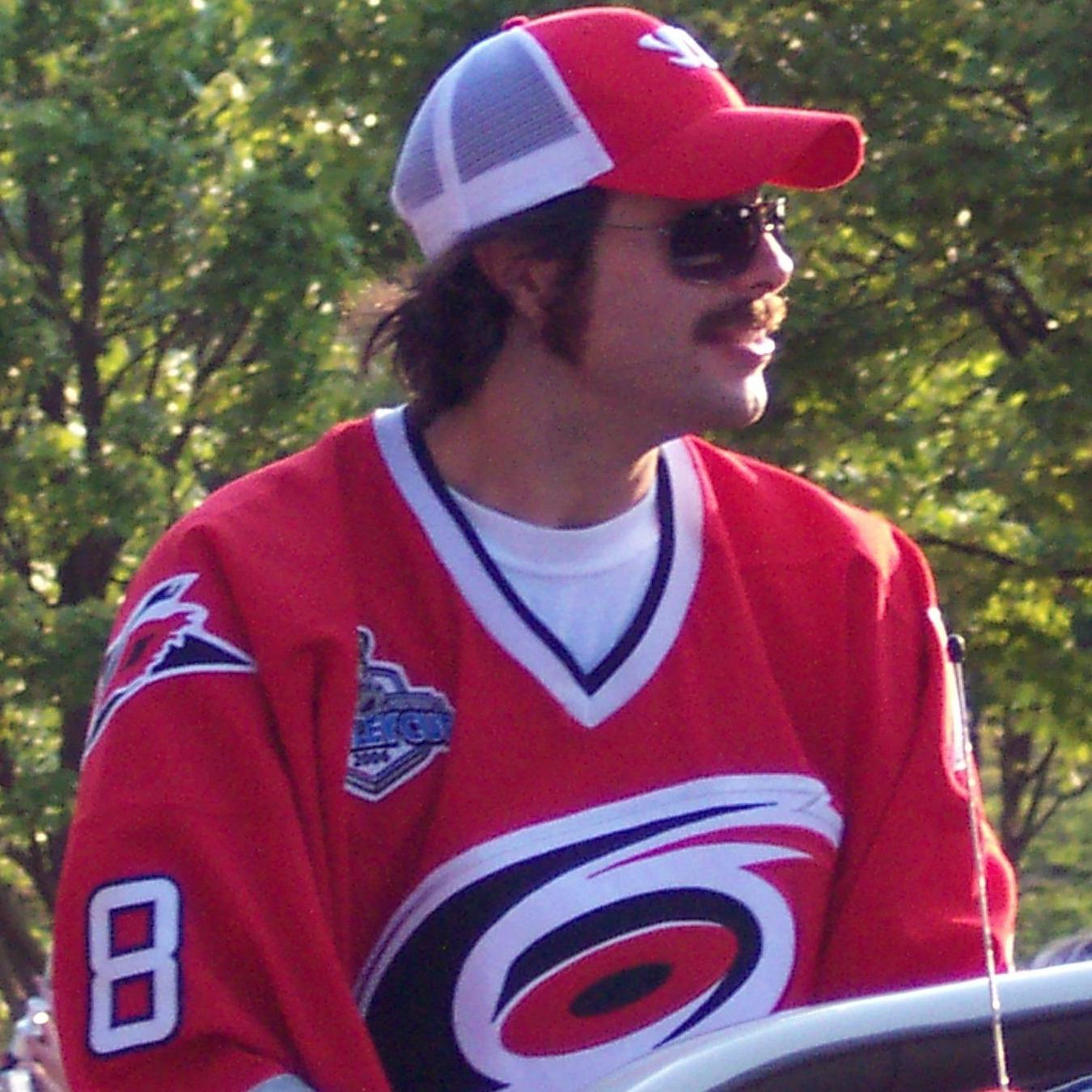
Cullen dans la parade lors de la première coupe Stanley avec les Hurricanes.

Après ce titre de champion, il devient agent libre et rejoint les Rangers de New York où il ne joue finalement qu'une saison : à la fin de la saison, il retourne dans l'effectif des Hurricanes. Il fut échangé le 12 février 2010 aux Sénateurs d'Ottawa.
Le 1er juillet 2010, il signe un contrat en tant qu'agent libre avec le Wild du Minnesota. Après trois saisons avec le Wild, il signe un contrat de deux ans avec les Predators de Nashville.
Le 6 août 2015, il signe un contrat d'une saison pour 800 000 dollars avec les Penguins de Pittsburgh. Les Penguins remportent la Coupe Stanley lors des séries éliminatoires 2016 et il a sa deuxième coupe. Le 17 août 2016, il signe à nouveau, un pacte d'un an avec les Penguins. Les Penguins remportent de nouveau la Coupe Stanley dans les séries élimintaoires 2017, le troisième championnat de la carrière de Cullen.
Le 16 août 2017, il revient avec le Wild du Minnesota et signe un contrat d'un an et un million de dollars avec eux .  Après que Jaromír Jágr soit placé en ballotage par les Flames de Calgary cette même saison, Cullen devient officiellement le plus vieux joueur encore actif dans la LNH à l'âge de 41 ans . 
Le 1er juillet 2018, il signe un nouveau contrat d'un an avec les Penguins, peu satisfait de son année avec les Wild où il a peu joué .
Le 10 juillet 2019, il annonce sa retraite du hockey professionnel après une carrière de 21 saisons dans la LNH. Il est le 2e joueur américain avec le plus de matchs disputés en carrière avec 1516.

## Vie privée
Il fait partie d'une grande famille de hockeyeurs : 
- son grand-père Barry Cullen a évolué en LNH, notamment pour les Maple Leafs de Toronto, en plus de remporter la Coupe Calder en LAH ;
- ses grands-oncles Brian Cullen et Ray Cullen ont joué en LNH et remporté la Coupe Calder pour Brian ;
- son oncle John Cullen a remporté le trophée Bill-Masterton de la LNH en 1998-1999 ;
- son père Terry Cullen a joué uniquement au niveau universitaire NCAA ;
- ses deux frères ont également joué : Joe a connu du succès en Europe et Mark a remporté la Coupe Calder

Il a lui-même trois garçons qui jouent déjà au hockey.

## Statistiques
Pour les significations des abréviations, voir Statistiques du hockey sur glace.

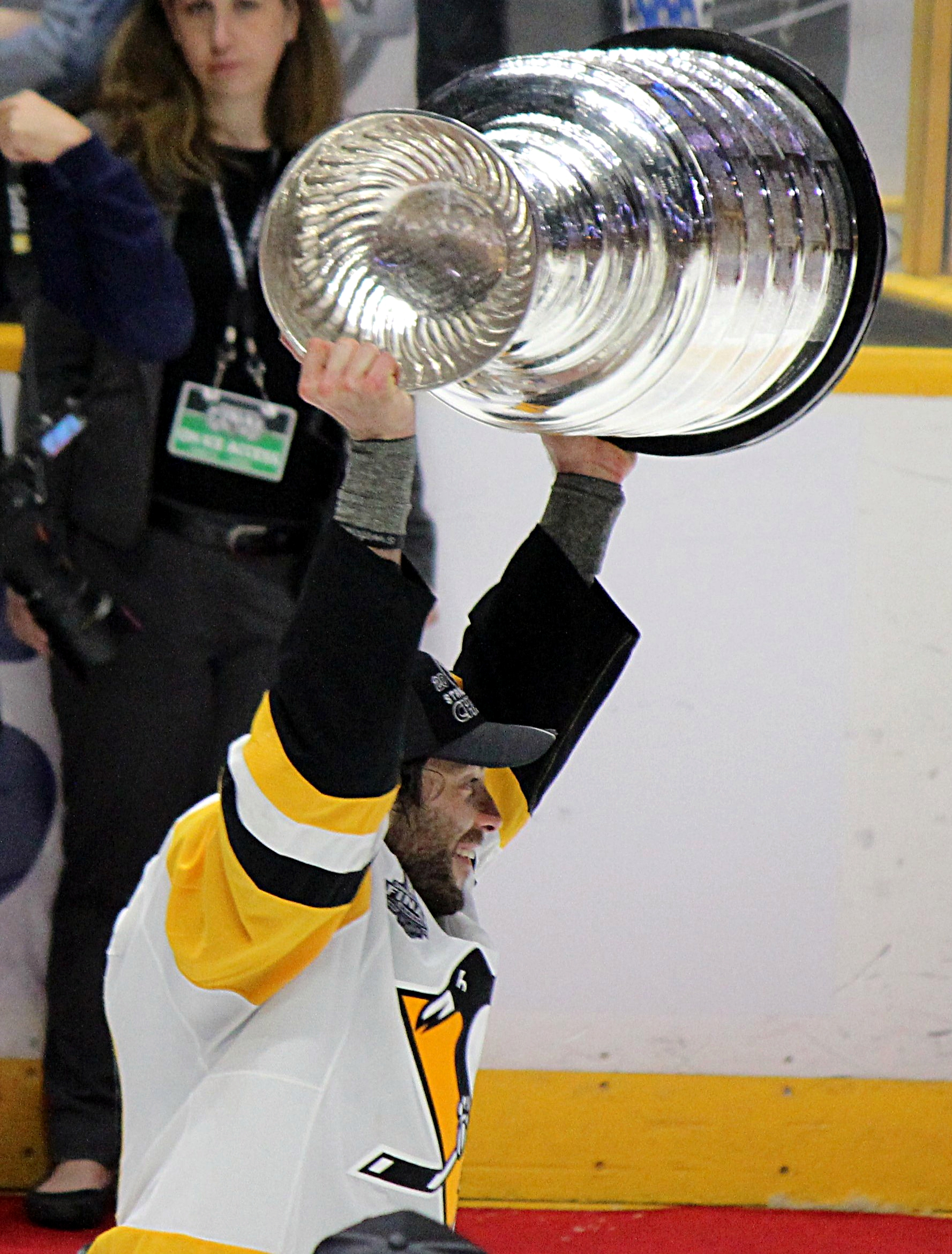
Cullen soulève la coupe à Nashville en 2017.

### En club
| Saison     | Équipe                     | Ligue      |       | Saison régulière | Saison régulière | Saison régulière | Saison régulière | Saison régulière |    | Séries éliminatoires | Séries éliminatoires | Séries éliminatoires | Séries éliminatoires | Séries éliminatoires |
| Saison     | Équipe                     | Ligue      | PJ    | B                | A                | Pts              | Pun              | PJ               | B  | A                    | Pts                  | Pun                  |                      |                      |
| 1995-1996  | Huskies de St. Cloud State | NCAA       | 39    | 12               | 29               | 41               | 28               | -                | -  | -                    | -                    | -                    |                      |                      |
| 1996-1997  | Huskies de St. Cloud State | NCAA       | 36    | 15               | 30               | 45               | 70               | -                | -  | -                    | -                    | -                    |                      |                      |
| 1996-1997  | Bandits de Baltimore       | LAH        | 6     | 3                | 3                | 6                | 7                | 3                | 0  | 2                    | 2                    | 0                    |                      |                      |
| 1997-1998  | Mighty Ducks de Cincinnati | LAH        | 18    | 15               | 12               | 27               | 2                | -                | -  | -                    | -                    | -                    |                      |                      |
| 1997-1998  | Mighty Ducks d'Anaheim     | LNH        | 61    | 6                | 21               | 27               | 23               | -                | -  | -                    | -                    | -                    |                      |                      |
| 1998-1999  | Mighty Ducks de Cincinnati | LAH        | 3     | 1                | 2                | 3                | 8                | -                | -  | -                    | -                    | -                    |                      |                      |
| 1998-1999  | Mighty Ducks d'Anaheim     | LNH        | 75    | 11               | 14               | 25               | 47               | 4                | 0  | 0                    | 0                    | 0                    |                      |                      |
| 1999-2000  | Mighty Ducks d'Anaheim     | LNH        | 80    | 13               | 26               | 39               | 24               | -                | -  | -                    | -                    | -                    |                      |                      |
| 2000-2001  | Mighty Ducks d'Anaheim     | LNH        | 82    | 10               | 30               | 40               | 38               | -                | -  | -                    | -                    | -                    |                      |                      |
| 2001-2002  | Mighty Ducks d'Anaheim     | LNH        | 79    | 18               | 30               | 48               | 24               | -                | -  | -                    | -                    | -                    |                      |                      |
| 2002-2003  | Mighty Ducks d'Anaheim     | LNH        | 50    | 7                | 14               | 21               | 12               | -                | -  | -                    | -                    | -                    |                      |                      |
| 2002-2003  | Panthers de la Floride     | LNH        | 30    | 6                | 6                | 12               | 22               | -                | -  | -                    | -                    | -                    |                      |                      |
| 2003-2004  | Panthers de la Floride     | LNH        | 56    | 6                | 13               | 19               | 24               | -                | -  | -                    | -                    | -                    |                      |                      |
| 2004-2005  | SG Cortina                 | Série A    | 36    | 27               | 34               | 61               | 58               | 18               | 8  | 14                   | 22                   | 36                   |                      |                      |
| 2005-2006  | Hurricanes de la Caroline  | LNH        | 78    | 25               | 24               | 49               | 40               | 25               | 4  | 14                   | 18                   | 12                   |                      |                      |
| 2006-2007  | Rangers de New York        | LNH        | 80    | 16               | 25               | 41               | 52               | 10               | 1  | 3                    | 4                    | 6                    |                      |                      |
| 2007-2008  | Hurricanes de la Caroline  | LNH        | 59    | 13               | 36               | 49               | 32               | -                | -  | -                    | -                    | -                    |                      |                      |
| 2008-2009  | Hurricanes de la Caroline  | LNH        | 69    | 22               | 21               | 43               | 20               | 18               | 3  | 3                    | 6                    | 14                   |                      |                      |
| 2009-2010  | Hurricanes de la Caroline  | LNH        | 60    | 12               | 28               | 40               | 26               | -                | -  | -                    | -                    | -                    |                      |                      |
| 2009-2010  | Sénateurs d'Ottawa         | LNH        | 21    | 4                | 4                | 8                | 8                | 6                | 3  | 5                    | 8                    | 0                    |                      |                      |
| 2010-2011  | Wild du Minnesota          | LNH        | 78    | 12               | 27               | 39               | 34               | -                | -  | -                    | -                    | -                    |                      |                      |
| 2011-2012  | Wild du Minnesota          | LNH        | 73    | 14               | 21               | 35               | 24               | -                | -  | -                    | -                    | -                    |                      |                      |
| 2012-2013  | Wild du Minnesota          | LNH        | 42    | 7                | 20               | 27               | 10               | 5                | 0  | 3                    | 3                    | 2                    |                      |                      |
| 2013-2014  | Predators de Nashville     | LNH        | 77    | 10               | 29               | 39               | 32               | -                | -  | -                    | -                    | -                    |                      |                      |
| 2014-2015  | Predators de Nashville     | LNH        | 62    | 7                | 18               | 25               | 16               | 6                | 1  | 1                    | 2                    | 4                    |                      |                      |
| 2015-2016  | Penguins de Pittsburgh     | LNH        | 82    | 16               | 16               | 32               | 20               | 24               | 4  | 2                    | 6                    | 8                    |                      |                      |
| 2016-2017  | Penguins de Pittsburgh     | LNH        | 72    | 13               | 18               | 31               | 30               | 25               | 2  | 7                    | 9                    | 24                   |                      |                      |
| 2017-2018  | Wild du Minnesota          | LNH        | 79    | 11               | 11               | 22               | 20               | 5                | 1  | 1                    | 2                    | 2                    |                      |                      |
| 2018-2019  | Penguins de Pittsburgh     | LNH        | 71    | 7                | 13               | 20               | 14               | 4                | 0  | 0                    | 0                    | 0                    |                      |                      |
| Totaux LNH | Totaux LNH                 | Totaux LNH | 1 516 | 266              | 465              | 731              | 592              | 132              | 19 | 39                   | 58                   | 72                   |                      |                      |

### En équipe nationale
| Année | Compétition                 |   | PJ | B | A | Pts | Pun                |  | Résultat |
| 1996  | Championnat du monde junior | 6 | 3  | 1 | 4 | 0   | 5e place           |  |          |
| 1998  | Championnat du monde        | 6 | 2  | 1 | 3 | 0   | 12e place          |  |          |
| 1999  | Championnat du monde        | 6 | 1  | 6 | 7 | 4   | 6e place           |  |          |
| 2003  | Championnat du monde        | 6 | 1  | 1 | 2 | 2   | 13e place          |  |          |
| 2004  | Championnat du monde        | 9 | 2  | 4 | 6 | 4   | Médaille de bronze |  |          |